# ابن سعد جزایری
عبدالنبی بن سعد جزائری فقیه و متکلم شیعه اهل ناصریه عراق بود. برخی از آثار او عبارتند از:
1. حاوی الاقوال فی معرفة الرجال
2. الاقتصاد فی شرح الارشاد
3. شرح تهذیب الاصول
4. الامامة